# Ataman (Name)
Ataman ist ein türkischer männlicher Vorname und Familienname mit der Bedeutung „(Stamm)vater, Oberhaupt, Führer“.

## Namensträger

### Familienname
- Bülent Ataman (* 1974), türkischer Fußballspieler
- Ergin Ataman (* 1966), türkischer Basketballspieler und -trainer
- Ferda Ataman (* 1979), deutsche Journalistin und Kolumnistin
- Kutluğ Ataman (* 1961), türkischer Filmemacher und Künstler
- Mahmut Ataman (* 1969), türkisch-deutscher Basketballtrainer
- Yalçın Ataman (* 1950), türkischer General des Heeres
- Ziya Ataman (* 1989), kurdisch-türkischer Journalist